# Joachim Raubold
Karl Joachim Raubold (* 1938 in Chemnitz; † 30. Juli 2003) war ein deutscher Politiker (SPD).
Der gelernte Bankkaufmann Raubold lebte in Erlau. Er war im Jahr 1995 der Initiator des Erlauer Gesprächskreises.
Bei der Landtagswahl in Sachsen 1990 verpasste er auf Listenplatz 37 der Landesliste der SPD Sachsen zwar den Einzug in den Sächsischen Landtag, rückte am 16. März 1994 aber für den Rest der Legislaturperiode für den aus dem Landtag ausgeschiedenen Abgeordneten Bernd Kunzmann nach. Er war Kreisvorsitzender der SPD und Kreisrat im Landkreis Mittweida.

## Ehrungen
Der SPD-Unterbezirk Chemnitz verlieh im Jahr 2005 erstmals den mit 500 Euro dotierten „Joachim-Raubold-Preis“ zur Erinnerung an das Lebenswerk des Politikers, der sich bis zu seinem Tod für sozial Schwache eingesetzt hatte.